# Хуэй-гун (Лу)
Хуэй-гун (кит. упр. 魯惠公; ум. 723 до н. э.) — 13-й хоу княжества Лу в 768—723 до н. э.

## Биография
Сын луского правителя Сяо-гуна. При рождении получил имя Фу-хуан (弗湟).
Хуэй-гун не имел детей от старшей жены, при этом «у одной из самых простых наложниц» которую звали Шэн-цзы родился сын, которого назвали Си и объявили наследником. Когда он подрос, было решено женить его на принцессе Чжун Цзы, дочери сунского У-гуна, «но когда невеста из Сун прибыла в Лу, оказалось, что она красавица». Хуэй-гун отобрал ее у сына и сам на ней женился, а когда Чжун Цзы в 731 году родила ему сына Юня, сделал ее главной женой и провозгласил младенца наследником.
Тем не менее, когда Хуэй-гун умер, Юнь был еще слишком мал и власть была временно передана Си, получившему имя Инь-гуна.